# Machérie Ekwa Bahango

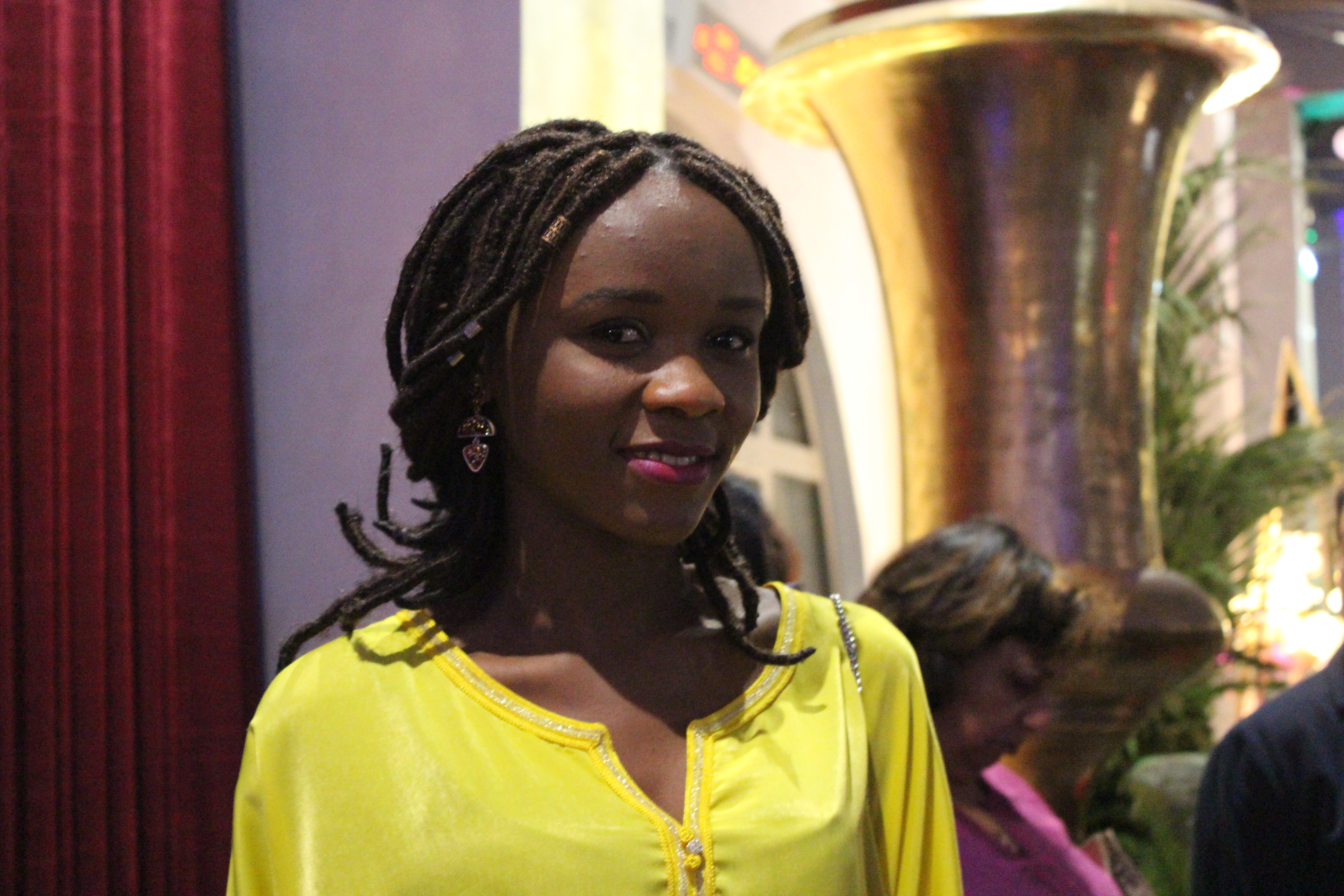
Machérie Ekwa Bahango beim Carthage Film Festival

Machérie Ekwa Bahango (geb. 8. November 1993 in Kisangani, Tshopo, Demokratische Republik Kongo) ist eine Filmemacherin aus der Demokratischen Republik Kongo. Ihr erster Film Maki’la hatte seine Premiere bei der Berlinale 2018. Ihr Film Sema war ein Beitrag zur Stärkung der Frauenrechte und thematisierte sexualisierte Gewalt. Er gewann einen Preis als „Bester Internationaler Film“ beim DC Independent Film Festival 2020 in Washington.

## Leben
Machérie Ekwa Bahango wurde 1993 in Kisangani geboren. Nach der Schule ging sie an die Universität und erwarb einen Abschluss in Recht an der Protestant University in the Congo. Als Studentin nahm sie an Workshops für Drehbuchschreiben und Filmproduktion teil.

## Werk
Ihre Karriere führte Machérie Ekwa Bahango durch verschiedene Rollen beim Film, sodass sie neue Erfahrungen sammeln und neue Perspektiven erlangen konnte. So engagierte die kongolesische Filmfirma Labson Bizizi Ciné-Kongo sie 2014 als Produktionsmanagerin und als Interviewerin. Im Jahr 2016 arbeitete sie als Drehbuchschreiberin für die Fernsehserie Ndakisa in Französisch. Die Serie wurde von der NGO Search for Common Ground produziert und im nationalen Fernsehsender des Kongo ausgestrahlt. 2017 übersetzte sie für Alain Gomis das Script für seinen Film Félicité in ihre Muttersprache Lingala. Im selben Jahr wurde sie unter Schirmherrschaft der Organisation internationale de la Francophonie (OIF) und des Institut Français bereits zu den Internationalen Filmfestspielen von Cannes zu einem runden Tisch eingeladen. Ende 2017 erhielt sie Einladungen zur Berlinale für Berlinale Talents.
Ihr erster Spielfilm Mak’ila handelte von einer Waise, die sich in den Straßen von Kinshasa allein durchschlagen muss. Er wurde in der Postproduktion aufgrund fehlender Mittel eingestellt, bis Alain Modot, von der Organisation International Distribution of Films and Fiction from Africa (DIFFA), Unterstützung von Orange Studio in Paris einwerben konnte. Mak’ila gewann den Golden Screen Award beim Ecrans-Noirs-Filmfestival 2018.
Ihr zweiter Spielfilm erzählt die Geschichte einer Familie während des Zweiten Kongokriegs. Er wurde 2019 unter dem Titel Zaïria angekündigt. Aber aufgrund der COVID-19-Pandemie kamen all ihre Projekte zum Stillstand und einige Kontakte zu Produktionspartnern verliefen sich.
Im Jahr 2020 wurde der 48-Minuten-Film Sema veröffentlicht. Er basiert auf einer Idee von Denis Mukwege, dem Gewinner des Friedensnobelpreis 2018. Viele Frauen in der Demokratischen Republik Kongo machen heutzutage Erfahrungen mit sexualisierter Gewalt. In diesem Kontext inszenierte Machérie Ekwa Bahango den Film, der die Geschichte zweier Frauen erzählt, die Opfer von Vergewaltigungen wurden. Die Protagonistinnen schrieben gemeinsam das Drehbuch und erregen in ihrem Gemeinschaftswerk das Gewissen der Zuschauer.
2022 gehörte Bahango zu den 20 Kandidaten auf der Shortlist von Netflix und UNESCO für den Kurzfilm-Wettbewerb ‘African Folktales, Reimagined’.

## Filmografie
| Title            | Year | Drehbuchschreiberin | Regisseurin | Notes |
| ---------------- | ---- | ------------------- | ----------- | --- |
| Maki'la          | 2018 | Ja                  | Ja          | Bahango hatte mit Straßenkindern aus Kinshasa gearbeitet und verfasste das Drehbuch anhand der Geschichten aus deren Leben.          |
| Zaïria           | 2019 | Ja                  | Ja          | Ein Film der den Opfern der Kriege in Africa gewidmet ist. Unvollendet.                                                              |
| Sema (Speak out) | 2020 | Nein                | Ja          | Bahango leitete einige Opfer von sexueller Gewalt dazu an, ihre Schicksale, wie sie von ihnen selbst verfasst wurden, nachzuspielen. |
| Boyoma           | 2022 | Ja                  | Ja          | Dokumentarfilm im Entstehen |